# Azrou

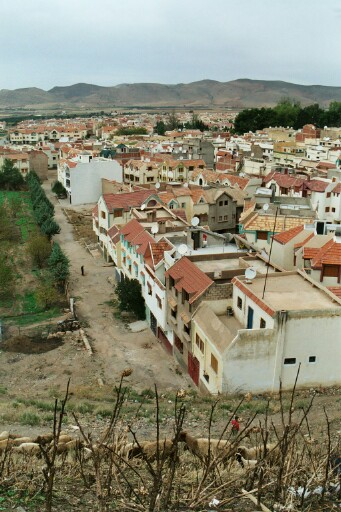
Azrou.

Azrou (arabiska آزرو, berberspråk ⴰⵥⵔⵓ) är en stad i Marocko, och är den största staden i provinsen Ifrane som är en del av regionen Fès-Meknès. Azrou hade 54 350 invånare vid folkräkningen 2014.